# (32628) Lazorik
2001 RK70 (asteroide 32628) é um asteroide da cintura principal. Possui uma excentricidade de 0.05752570 e uma inclinação de 5.45874º.
Este asteroide foi descoberto no dia 10 de setembro de 2001 por LINEAR em Socorro.